# يوجين دينارسكي
يوجين دينارسكي (بالإنجليزية: Eugene Dynarski)‏ مواليد 13 سبتمبر 1932 في بروكلين، الولايات المتحدة، هو ممثل أمريكي بدأ مسيرته الفنية سنة 1965. امتدت مسيرته الفنية لأكثر من 38 عاما.

## الأعمال
- الزلزال
- كل رجال الرئيس
- لقاءات قريبة من النوع الثالث

## وصلات خارجية
- يوجين دينارسكي على موقع IMDb (الإنجليزية)
- يوجين دينارسكي على موقع أول موفي (الإنجليزية)
- يوجين دينارسكي على موقع قاعدة بيانات الفيلم (الإنجليزية)
- يوجين دينارسكي على موقع كينوبويسك (الروسية)